# Primera División 1942 (Uruguay)
Het seizoen 1942 van de Primera División was het 39e seizoen van de hoogste Uruguayaanse voetbalcompetitie. De competitie liep in de tweede helft van het jaar, tot en met 15 november 1942.

## Teams
Er namen tien ploegen deel aan de Primera División tijdens het seizoen 1942. Deze ploegen hadden zich vorig seizoen allemaal weten te handhaven. CA Bella Vista was vorig seizoen gedegradeerd uit de Primera División. De competitie kende een ploeg minder dan in 1941, omdat er vorig seizoen geen promotie mogelijk was vanuit de Divisional Intermedia.
| Club                      | Stad       | Stadion                              | Vorig seizoen |
| ------------------------- | ---------- | ------------------------------------ | ------------- |
| Central FC                | Montevideo | Estadio Parque Palermo               | 4e            |
| CA Defensor               | Montevideo | Parque Rodó                          | 10e           |
| Liverpool FC              | Montevideo | Estadio Belvedere                    | 8e            |
| Montevideo Wanderers FC   | Montevideo | Estadio Parque Alfredo Víctor Viera  | 9e            |
| Club Nacional de Football | Montevideo | Estadio Centenario                   | 1e            |
| CA Peñarol                | Montevideo | Estadio Centenario                   | 2e            |
| Racing Club de Montevideo | Montevideo | Estadio Parque Osvaldo Roberto       | 6e            |
| Rampla Juniors FC         | Montevideo | Parque Nelson                        | 3e            |
| CA River Plate            | Montevideo | Estadio Parque Federico Omar Saroldi | 7e            |
| IA Sud América            | Montevideo | Estadio Parque Carlos Ángel Fossa    | 5e            |

## Competitie-opzet
Alle clubs speelden tweemaal tegen elkaar. De ploeg met de meeste punten werd kampioen. De ploeg die laatste werd degradeerde naar de Primera B.

### Kwalificatie voor internationale toernooien
De winnaar van de competitie plaatste zich voor de Copa Ricardo Aldao (afgekort tot Copa Aldao). Deze beker werd betwist tussen de landskampioenen van Argentinië en Uruguay om zo te bepalen wie zich de beste Rioplatensische ploeg zou mogen noemen. De nummer twee kwalificeerde zich voor de Copa de Confraternidad Escobar-Gerona (kortweg Copa Escobar-Gerona), waarin de nummers twee van Uruguay en Argentinië het tegen elkaar opnamen.

### Torneo Competencia en Torneo de Honor
Voorafgaand aan het seizoen werd het Torneo Competencia gespeeld tussen de ploegen in de Primera División. Dit toernooi eindigde onbeslist (Club Nacional de Football en CA Peñarol behaalden een gedeelde eerste plek, maar er werd geen winnaar uitgeroepen). Ook werd er gestreden om het Torneo de Honor. Deze prijs werd uitgereikt aan de ploeg die het beste presteerde in het Torneo Competencia en in de eerste seizoenshelft van de Primera División.
In totaal speelden de tien ploegen dit seizoen driemaal tegen elkaar. De eerste ontmoeting telde mee voor het Torneo Competencia en het Torneo de Honor, de tweede ontmoeting voor de Primera División en het Torneo de Honor en de laatste ontmoeting enkel voor de Primera División.

### Eerste seizoenshelft
In de tweede speelronde won Club Nacional de Football met 10–1 van CA Defensor. Dit was nog maar de tweede keer sinds de invoering van het profvoetbal dat een ploeg de dubbele cijfers haalde. Een wedstrijd later speelden ze echter gelijk tegen Racing Club de Montevideo. Hiermee kwam er een einde aan hun reeks van 32 gewonnen competitiewedstrijden op rij. Ook de koppositie raakten ze kwijt: Central FC was de enige ploeg die de eerste drie wedstrijden had gewonnen en ging dus aan de leiding. Het was voor het eerst in meer dan twee jaar (tweede speelronde van 1940) dat er een ploeg was met meer punten dan Nacional.
Central verloor direct hun daaropvolgende wedstrijd tegen Liverpool FC en hierdoor kon Nacional de koppositie weer overnemen. Een speelronde later verloor Nacional echter ook van de Negriazules. Hierdoor veroverde Liverpool de koppositie en beëindigden ze ook Nacionals reeks van 39 ongeslagen competitiewedstrijden. Ook Liverpool bleef niet lang aan kop; een nederlaag tegen Montevideo Wanderers FC gaf Nacional de mogelijkheid om wederom aan de leiding te gaan in de tussenstand. Liverpool, Wanderers, CA Peñarol en IA Sud América hadden allemaal één punt minder op dat moment.
Montevideo Wanderers wist Nacional tijdens de zevende speelronde op een gelijkspel te houden. Hierdoor kon Peñarol op gelijke hoogte komen met Nacional (Liverpool en Sud América verloren die speelronde), maar een wedstrijd later waren ze die koppositie door verlies tegen Central FC alweer kwijt. De laatste wedstrijd van de eerste seizoenshelft stonden Nacional en Peñarol tegenover elkaar. Deze wedstrijd zou ook beslissen over het Torneo de Honor: Nacional had aan een remise genoeg, maar bij winst voor Peñarol zouden de ploegen gelijk eindigen. Nacional won met 3–2 en won zo het Torneo de Honor. Ook sloegen ze een gat met de achtervolgers in de strijd om de landstitel: Central had halverwege het seizoen drie punten minder en stond tweede. Peñarol deelde met Liverpool, Sud América en Wanderers de derde plaats op vier punten van Nacional. Onderaan hadden Defensor en CA River Plate nog maar vier punten verzameld in de strijd tegen degradatie.

### Tweede seizoenshelft
In de terugronde verloor Central hun eerste drie wedstrijden, waardoor ze van de tweede naar de achtste plek zakten. Nacional en Peñarol behaalden de beste resultaten: van de eerste zes wedstrijden wonnen ze er allebei vijf. Hierdoor werd het zeker dat de titel voor de elfde maal op rij naar een van deze twee clubs zou gaan. Onderaan had Defensor goede zaken gedaan, ze hadden buiten Nacional en Peñarol het hoogste puntenaantal in de tweede seizoenshelft behaald en zo een gat van vier punten weten te creëren met River Plate.
Tijdens de zestiende speelronde verloor Nacional van Montevideo Wanderers. Omdat Peñarol wel won werd de voorsprong van de Tricolores hierdoor gereduceerd tot één punt. De een-na-laatste wedstrijd wonnen ze allebei (Peñarol van Central en Nacional van River Plate). Hierdoor eindigde River Plate definitief als laatste. Bovendien betekende dit dat de landstitel zou worden beslist in een onderlinge wedstrijd tussen de twee rivalen. Nacional stond er iets beter voor en had dus aan een remise voldoende. Peñarol zou enkel kampioen worden als ze konden winnen. De Aurinegros kwamen echter niet in de buurt van de benodigde overwinning: Nacional triomfeerde met 4–0 en pakte zo hun vierde landstitel op rij. Peñarol eindigde als tweede en Montevideo Wanderers behaalde de derde plek. De vierde plaats was weggelegd voor Sud América; hun beste eindresultaat tot dan toe. River Plate beëindigde de competitie met acht punten en degradeerde voor het eerst in hun bestaan (sinds 1932) uit de hoogste Uruguayaanse voetbaldivisie.

### Eindstand
|     | Club                      | Sp. | W  | G | V  | Pnt. | DV | DT | DS  |
| --- | ------------------------- | --- | -- | - | -- | ---- | -- | -- | --- |
| 01. | Club Nacional de Football | 18  | 13 | 2 | 3  | 28   | 59 | 24 | +35 |
| 2.  | CA Peñarol                | 18  | 11 | 3 | 4  | 25   | 43 | 22 | +21 |
| 3.  | Montevideo Wanderers FC   | 18  | 8  | 6 | 4  | 22   | 24 | 21 | +3  |
| 4.  | IA Sud América            | 18  | 9  | 2 | 7  | 20   | 35 | 29 | +6  |
| 5.  | Rampla Juniors FC         | 18  | 7  | 4 | 7  | 18   | 27 | 29 | –2  |
| 6.  | Liverpool FC              | 18  | 7  | 3 | 8  | 17   | 31 | 34 | –3  |
| 7.  | Racing Club de Montevideo | 18  | 6  | 4 | 8  | 16   | 28 | 38 | –10 |
| 8.  | Central FC                | 18  | 7  | 1 | 10 | 15   | 31 | 39 | –8  |
| 9.  | CA Defensor               | 18  | 3  | 5 | 10 | 11   | 29 | 49 | –20 |
| 10. | CA River Plate            | 18  | 2  | 4 | 12 | 8    | 17 | 39 | –22 |

### Legenda
| Kleur | Kwalificatie voor              |
| ----- | ------------------------------ |
|       | Copa Aldao 1942                |
|       | Copa Escobar-Gerona 1942       |
|       | Degradatie naar Primera B 1943 |

| Winnaar Primera División 1942       |
| ----------------------------------- |
| Club Nacional de Football 17e titel |

#### Topscorers
De topscorerstitel ging voor de vijfde maal op rij naar Atilio García van Club Nacional de Football. Hij maakte dit seizoen 19 doelpunten.
| №  | Speler        | Club                      | Goals |
| -- | ------------- | ------------------------- | ----- |
| 1. | Atilio García | Club Nacional de Football | 19    |